# میکروپمپ
میکروپمپ دستگاهی است که کنترل و دستکاری حجم‌های اندک مایع را ممکن می‌سازد. اگر چه از هر نوع پمپ کوچکی اغلب به عنوان میکروپمپ یاد می‌شود، یک تعریف دقیق تر این عبارت را به پمپ‌هایی با ابعاد عملکردی در محدوده میکرومتر محدود می‌کند. چنین پمپ‌هایی از علاقه‌مندی‌های ویژه در تحقیقات میکروفلوییدی هستند و همین‌طور در سال‌های اخیر برای تبلیغ محصولات صنعتی در دسترس قرار گرفته‌اند. کاهش اندازه کلی و هزینه‌های بالقوه و بهبود دقت دوزینگ پمپ نسبت به پمپ‌های مینیاتوری موجود، علاقه افزاینده به این نوع خلاقانه از پمپ را تحریک می‌کند.
توجه داشته باشید که متن زیر از نظر ارائه یک دید کلی مناسب در مورد انواع و کاربردهای مختلف میکروپمپ بسیار ناقص است؛ بنابراین لطفاً به مقاله‌های مروری خوبی که در این مبحث وجود دارد رجوع کنید:

## مقدمه و تاریخچه
اولین بار میکروپمپ‌های حقیقی در اواسط دهه 1970 گزارش شدند اما زمانی مورد توجه قرار گرفتند که در دهه ۱۹۸۰، Jan Smits و Harald Van Lintel میکروپمپ‌های MEMS را اختراع کردند. بیشتر کار اساسی در زمینه میکروپمپ MEMS در دهه ۱۹۹۰ انجام گرفت.

نموداری که نشان می‌دهد چگونه سه microvalve سری می‌توانند برای جابجایی سیال استفاده شوند. در مرحله (A) مایع از ورودی به سمت اولین سرپیچ کشیده شده‌است. مراحل (B) - (E) مایع به سمت آخرین سرپیچ حرکت می‌کند، قبل از اینکه در جهت خروجی در مرحله (F) بیرون رانده شود.

## کاربردها
میکروپمپ‌ها پتانسیل کاربردهای صنعتی مانند انتقال مقادیر اندکی چسب در طول فرایندهای تولیدی، و کاربردهای زیست پزشکی از جمله در وسایل دارورسانی قابل حمل یا ثابت را دارند. کاربردهای bio-inspired شامل مثلاً یک میکروپمپ الکترومغناطیسی انعطاف‌پذیر با استفاده از الاستومر magnetorheological به جای عروق لنفاویاست.

## انواع و فناوری

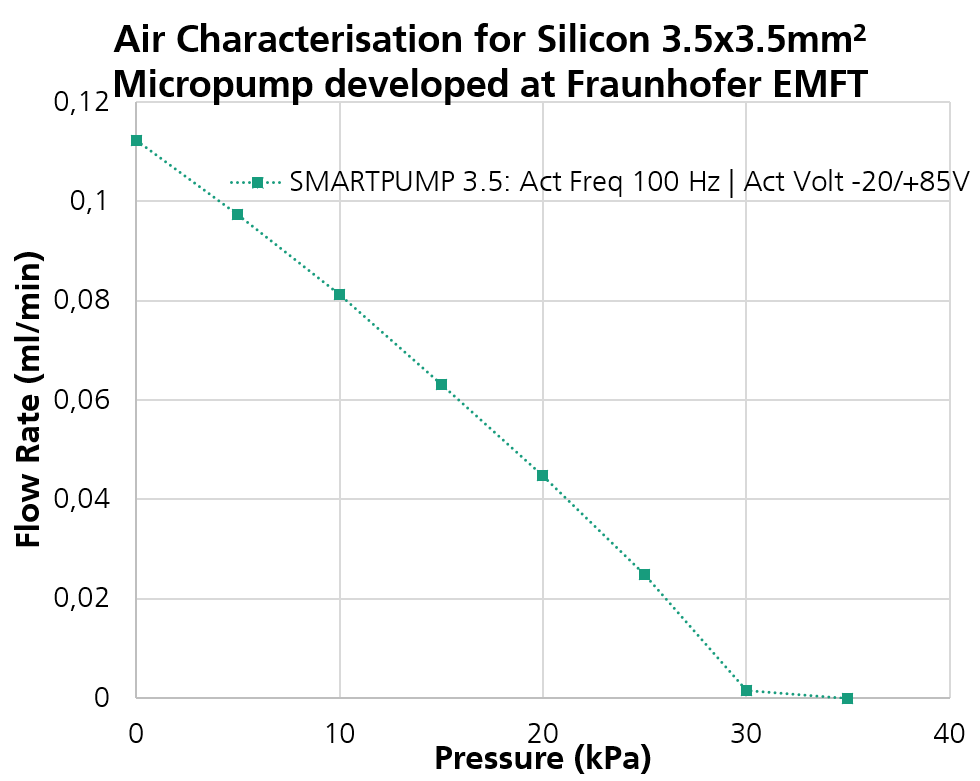
میکروپمپ

در جهان میکروفلوییدی، قوانین فیزیکی ظاهر خود را تغییر می‌دهند. به عنوان مثال نیروهای حجمی مانند وزن یا اینرسی اغلب قابل اغماض می‌شوند در حالی که نیروهای سطح توانند بر رفتار سیالی چیره شوند؛ به خصوص زمانی که نفوذ گاز به مایعات رخ داده باشد. به جز تعداد کمی مورد استثناء، تکیهٔ میکروپمپ‌ها بر اصول میکرو تحریک است که قاعدتاً تنها تا سایزهای مشخصی می‌تواند اندازه‌گیری شود.
میکروپمپ‌ها را می‌توان به دو دسته مکانیکی و غیر مکانیکی تقسیم کرد. سیستم‌های مکانیکی شامل قطعات متحرک اند که معمولاً تحریک [هیدرولیکی] و غشاها یا زبانه‌های microvalve می‌باشند. نیروی محرکه می‌تواند با استفاده از اثرات پیزوالکتریک، الکترواستاتیک، پنوماتیک حرارتی (ترموپنوماتیک)، پنوماتیک یا مغناطیسی تولید شود. پمپ‌های غیر مکانیکی با تولید جریان اکترو هیدروداینامیک، الکترو اسموتیک، الکتروشیمیایی یا اولتراسونیک عمل می‌کنند؛ صرفاً جهت نام بردن از تعدادی مکانیسم محرک که در حال حاضر مورد مطالعه قرار گرفته‌اند.

### میکروپمپ‌های مکانیکی

#### میکروپمپ‌های دیافراگم
یک میکروپمپ دیافراگم از تحریک مکرر یک دیافراگم برای به جریان انداختن سیال استفاده می‌کند. غشاء، بالای یک دریچه پمپ اصلی قرار گرفته‌است که بین میکرو والو (دریچه)های ورودی و خروجی مستقر است. هنگامی که غشاء به واسطه نیرهای محرکی به بالا منحرف می‌شود، سیال به داخل دریچه ورودی و بعد دریچه اصلی کشیده می‌شود. سپس غشاء پایین آمده و سیال از طریق دریچه خروجی، خارج می‌شود. این فرایند برای پمپاژ سیال، به‌طور مداوم تکرار می‌شود.

#### میکروپمپ‌های دودی
یک میکروپمپ دودی، حداقل از سه میکرو والو که به‌طور سری قرار گرفته‌اند تشکیل شده‌است. این سه دریچه طی فرایندی به نام حرکت دودی، به ترتیب باز و بسته می‌شوند تا سیال را از ورودی به خروجی هدایت کنند.

### میکروپمپ‌های غیر مکانیکی

#### میکروپمپ‌های بدون دریچه
دریچه‌های استاتیک، دریچه‌هایی هستند که ساختاری ثابت بدون هیچ قسمت متحرکی دارند. این شیرها اصلاح جریان را از طریق افزودن انرژی (فعال) یا القای رفتار جریانی با اینرسی سیال
(منفعل) تأمین می‌کنند. دو نوع از رایج‌ترین دریچه‌های استاتیک منفعل، عناصر منتشر-نازل و دریچه تسلا هستند.
میکروپمپ‌هایی که عناصر نازل-منتشر را به عنوان ابزار اصلاح جریان دارند، معمولاً به عنوان میکروپمپ‌های بدون دریچه شناخته می‌شوند.
در میکروفلویدی، پمپاژمویرگی نقش مهمی دارد زیرا عمل پمپ کردن، نیازی به نیروی محرکه خارجی ندارد. مویرگ‌های شیشه ای و محیط‌های متخلخل از جمله کاغذ نیتروسلولز و کاغذ مصنوعی را می‌توان با تراشه‌های میکروفلویدیک ادغام کرد. پمپاژ مویرگی به‌طور گسترده‌ای در تست جریان جانبی استفاده می‌شود. به تازگی، پمپ‌های مویرگی جدید، نرخ پمپاژ ثابت و مستقل از مایع ویسکوزیته و انرژی سطح توسعه داده شده‌اند که مزیت قابل توجهی نسبت به پمپ‌های مویرگی قدیمی دارند (از جمله اینکه رفتار جریان، رفتار Washburn است؛ یعنی میزان جریان ثابت نیست) چرا که عملکرد آنها به ویسکوزیته نمونه بستگی ندارد.

#### پمپ‌های با محرک شیمیایی
پمپ‌های غیر مکانیکی با محرک شیمیایی، با الصاق نانوموتورها به سطوح ساخته شده‌اند، که سیال را از طریق واکنش‌های شیمیایی به حرکت می‌اندازند. طیف گسترده‌ای از سیستم‌های پمپاژ اعم از پمپ‌های بیولوژیکی آنزیم محور، پمپ‌های فوتوکاتالیست ارگانیک و پمپ‌های کاتالیست فلزی وجود دارد. این پمپ‌ها جریان را از طریق تعدادی مکانیسم متفاوت من جمله self-diffusiophoresis، الکتروفورز، پیش راندن حباب و ایجاد شیب غلظت، ایجاد می‌کنند. به علاوه، از این میکروپمپ‌های شیمیایی می‌توان به عنوان سنسور برای تشخیص عوامل سمی.